# Heilig Kreuz (Veltheim)

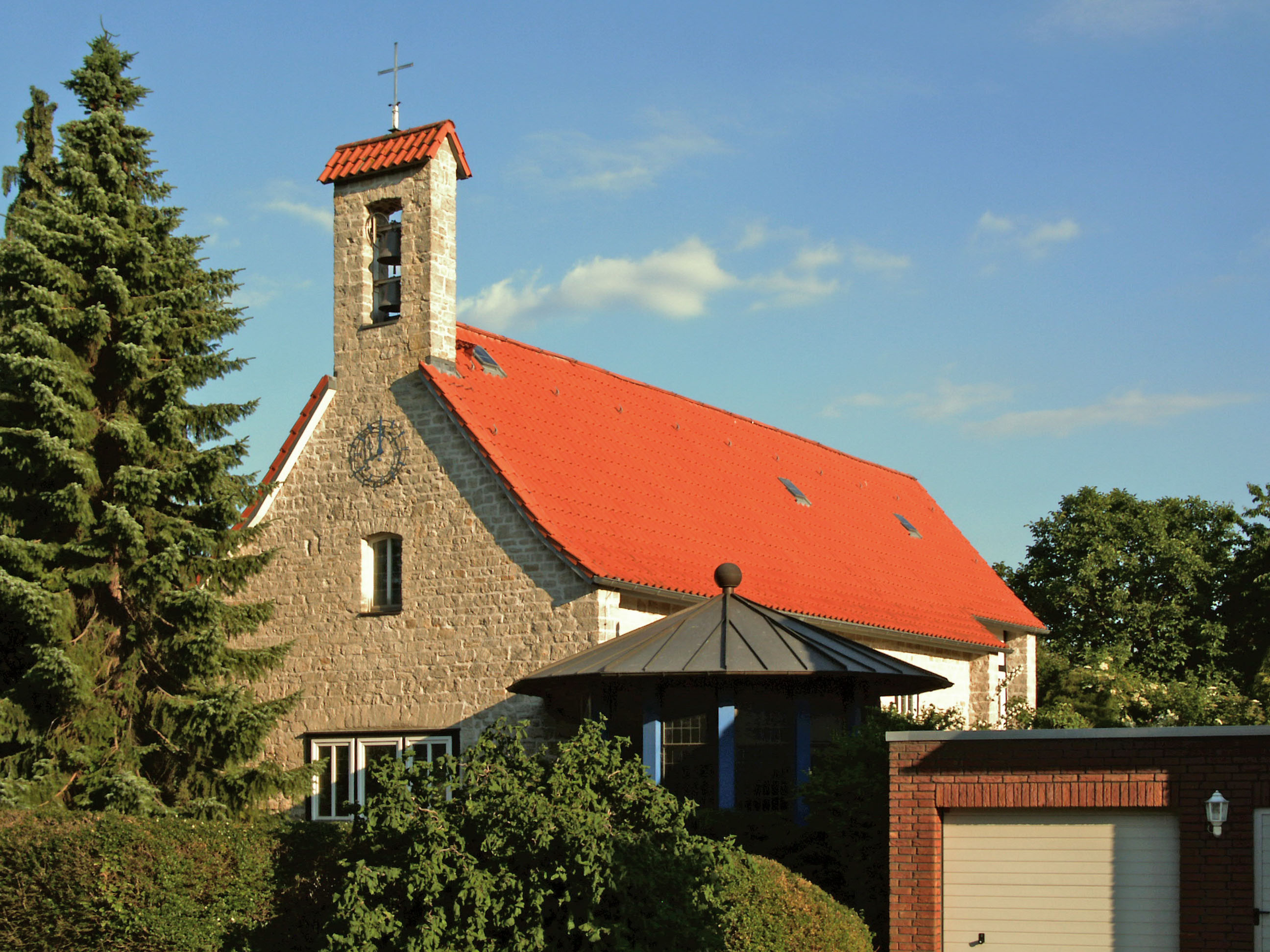
Heilig-Kreuz-Kirche

Heilig Kreuz ist die katholische Pfarrkirche in Veltheim (Ohe), einer Gemeinde im Landkreis Wolfenbüttel in Niedersachsen. Ihre gleichnamige Pfarrgemeinde gehört zum Dekanat Braunschweig. Die nach dem Kreuz Jesu benannte Kirche befindet sich im Wasserweg 2B und ist heute im Bistum Hildesheim die älteste Nachkriegskirche, die noch kirchlich genutzt wird.

## Geschichte
In Folge des Zweiten Weltkriegs vergrößerte sich die Zahl der Katholiken in dem seit der Reformation evangelischen Gebiet um Braunschweig durch den Zuzug von Flüchtlingen und Heimatvertriebenen aus den Ostgebieten des Deutschen Reiches erheblich. In der Nachkriegszeit bildete sich in Veltheim eine katholische Kirchengemeinde. Seit 1946 werden in Veltheim katholische Kirchenbücher geführt. 1949 wurde die Kirche erbaut, und am 6. November 1949 von Bischof Joseph Godehard Machens geweiht. Damit war sie nach der Marienkirche in Buxtehude der zweite Kirchenneubau, der nach dem Zweiten Weltkrieg im Bistum Hildesheim benediziert wurde. Zuvor, ab 1948, wurden nur einige Kapellen geweiht. 1952 wurde neben der Kirche das Pfarrheim erbaut. Am 1. Januar 1958 wurde die Kirchengemeinde Veltheim an der Ohe eingerichtet. Seit 1988/89 besteht an Hl. Kreuz ein gleichnamiger Stamm der Deutschen Pfadfinderschaft Sankt Georg.
Am 1. November 2006 kamen auch die Kirchen St. Theresia vom Kinde Jesu in Cremlingen und St. Bonifatius in Weddel zur Pfarrgemeinde Hl. Kreuz, ihre Pfarrgemeinde St. Theresia vom Kinde Jesu wurde aufgehoben. Dadurch verdoppelte sich die Mitgliederzahl der Pfarrgemeinde Hl. Kreuz auf etwa 2200. Am 15. Februar 2014 wurde die Filialkirche St. Theresia vom Kinde Jesu in Cremlingen profaniert, Pfarrhaus und Pfarrheim in Cremlingen bleiben jedoch für die Pfarrgemeinde erhalten.
2014 erfolgte die Gründung des Pilgervereins Veltheim e. V., zunächst wurde als Übergangslösung im Dorfgemeinschaftshaus eine Wohnung als Übernachtungsmöglichkeit für auf dem Jakobsweg befindliche Pilger eingerichtet. 2016 erfolgte das Richtfest für den Umbau des ehemaligen Pfarrheims der Heilig-Kreuz-Kirche zu einer Pilgerherberge, am 21. April 2018 folgte ihre Einweihung.

## Architektur und Ausstattung
Die in rund 134 Meter Höhe über dem Meeresspiegel gelegene Kirche wurde nach Plänen von Josef Fehlig erbaut; ihr kleiner, kreuzbekrönter Glockengiebel verfügt über zwei Glocken. Zur Ausstattung der Kirche gehören 14 Kreuzwegstationen, sowie Statuen der heiligen Antonius von Padua, den Fischen predigend, und Josef von Nazaret. Ein Relief stellt das Abendmahl Jesu dar, ein Buntglasfenster zeigt den heiligen Christophorus. An der Rückwand des Altarraums befindet sich ein Kruzifix, darunter, in die Wand eingelassen, der Tabernakel. Eine Heiliggeisttaube ist oberhalb des Altarraums angebracht. Im östlichen Seitenschiff befindet sich eine Kopie des Gnadenbildes „Unserer Lieben Frau von der immerwährenden Hilfe“ und das Taufbecken. Die Marienkapelle wurde später angebaut, sie verfügt über ein Relief Maria Königin des Friedens und eine Statue des Guten Hirten. Im Garten befindet sich ein Missionskreuz, auf ihm sind die Volksmissionen seit 1951 eingetragen. Ferner ein Bildstock zum Gedenken an die im Zweiten Weltkrieg Gefallenen und Vermissten.